# Kamal Miller
Kamal Miller (Toronto, 1997. május 16. –) kanadai válogatott labdarúgó, a Portland Timbers hátvédje.

## Pályafutása

### Klubcsapatokban
Miller a kanadai Toronto városában született.
2016-ban mutatkozott be a K–W United felnőtt keretében. 2018-ban a Reading Unitedhez, majd 2019-ben az első osztályban szereplő Orlando City-hez igazolt. 2020. december 15-én szerződést kötött a Montréal együttesével. Először a 2021. április 17-ei, Toronto ellen 4–2-re megnyert mérkőzésen lépett pályára. Első gólját 2021. november 4-én, a Houston Dynamo ellen hazai pályán 2–0-ás győzelemmel zárult találkozón szerezte meg. 2023. április 12-én az Inter Miamihoz írt alá. A 2024-es szezon kezdete előtt a Portland Timbers szerződtette.

### A válogatottban
Miller 2019-ben debütált a kanadai válogatottban. Először a 2019. június 24-ei, Kuba ellen 7–0-ra megnyert mérkőzés 61. percében, Doneil Henryt váltva lépett pályára.

## Statisztikák
2024. augusztus 2. szerint
| Klub             | Szezon   | Osztály  | Bajnokság | Bajnokság | Kupa  | Kupa | Nemzetközi | Nemzetközi | Összesen | Összesen |
| Klub             | Szezon   | Osztály  | Meccs     | Gól       | Meccs | Gól  | Meccs      | Gól        | Meccs    | Gól      |
| ---------------- | -------- | -------- | --------- | --------- | ----- | ---- | ---------- | ---------- | -------- | -------- |
| Orlando City     | 2019     | MLS      | 16        | 0         | 0     | 0    | —          | —          | 16       | 0        |
| Orlando City     | 2020     | MLS      | 14        | 0         | 0     | 0    | —          | —          | 14       | 0        |
| Montréal         | 2021     | MLS      | 27        | 1         | 1     | 0    | —          | —          | 28       | 1        |
| Montréal         | 2022     | MLS      | 29        | 2         | 0     | 0    | 4          | 0          | 33       | 2        |
| Montréal         | 2023     | MLS      | 6         | 0         | 0     | 0    | —          | —          | 6        | 0        |
| Inter Miami      | 2023     | MLS      | 22        | 0         | 6     | 0    | 7          | 0          | 35       | 0        |
| Portland Timbers | 2024     | MLS      | 16        | 0         | 0     | 0    | 2          | 0          | 18       | 0        |
| Összesen         | Összesen | Összesen | 130       | 3         | 7     | 0    | 13         | 0          | 150      | 3        |

### A válogatottban
| Válogatott | Év       | Pályára lépés | Gól |
| ---------- | -------- | ------------- | --- |
| Kanada     | 2019     | 3             | 0   |
| Kanada     | 2020     | 2             | 0   |
| Kanada     | 2021     | 13            | 0   |
| Kanada     | 2022     | 14            | 0   |
| Kanada     | 2023     | 9             | 0   |
| Kanada     | 2024     | 4             | 0   |
| Összesen   | Összesen | 45            | 0   |

## Sikerei, díjai
Montréal
- Kanadai Kupa
  - Győztes (1): 2021

Inter Miami
- Leagues Cup
  - Győztes (1): 2023

Egyéni
- MLS All-Stars: 2022